# Чу Мін Джін
Чу Мін Джін (кор. 주민진) — південнокорейська ковзанярка, спеціалістка з бігу на короткій доріжці, олімпійська чемпіонка,  чемпіонка світу та призерка чемпіонатів світу, чемпіонка Азійських ігор. 
Золоту олімпійську медаль та звання олімпійської чемпіонки Чу виборола разом із подругами з корейської збірної на Олімпіаді 2002 року  в Солт-Лейк-Сіті  в естафетній гонці на 3000 метрів.

## Зовнішні посилання
- Досьє на sports-reference.com [Архівовано 18 грудня 2012 у Wayback Machine.]

## Виноски
1. 1 2  Olympedia — 2006.
2. ↑  Salt Lake City 2002 Official Report - Volume 3 (PDF). Salt Lake Organizing Committee. LA84 Foundation. 2002. Архів оригіналу (PDF) за 20 лютого 2012. {{cite web}}: Cite має пустий невідомий параметр: |df= (довідка) [Архівовано 2012-02-20 у Wayback Machine.]